# Bodetalblick

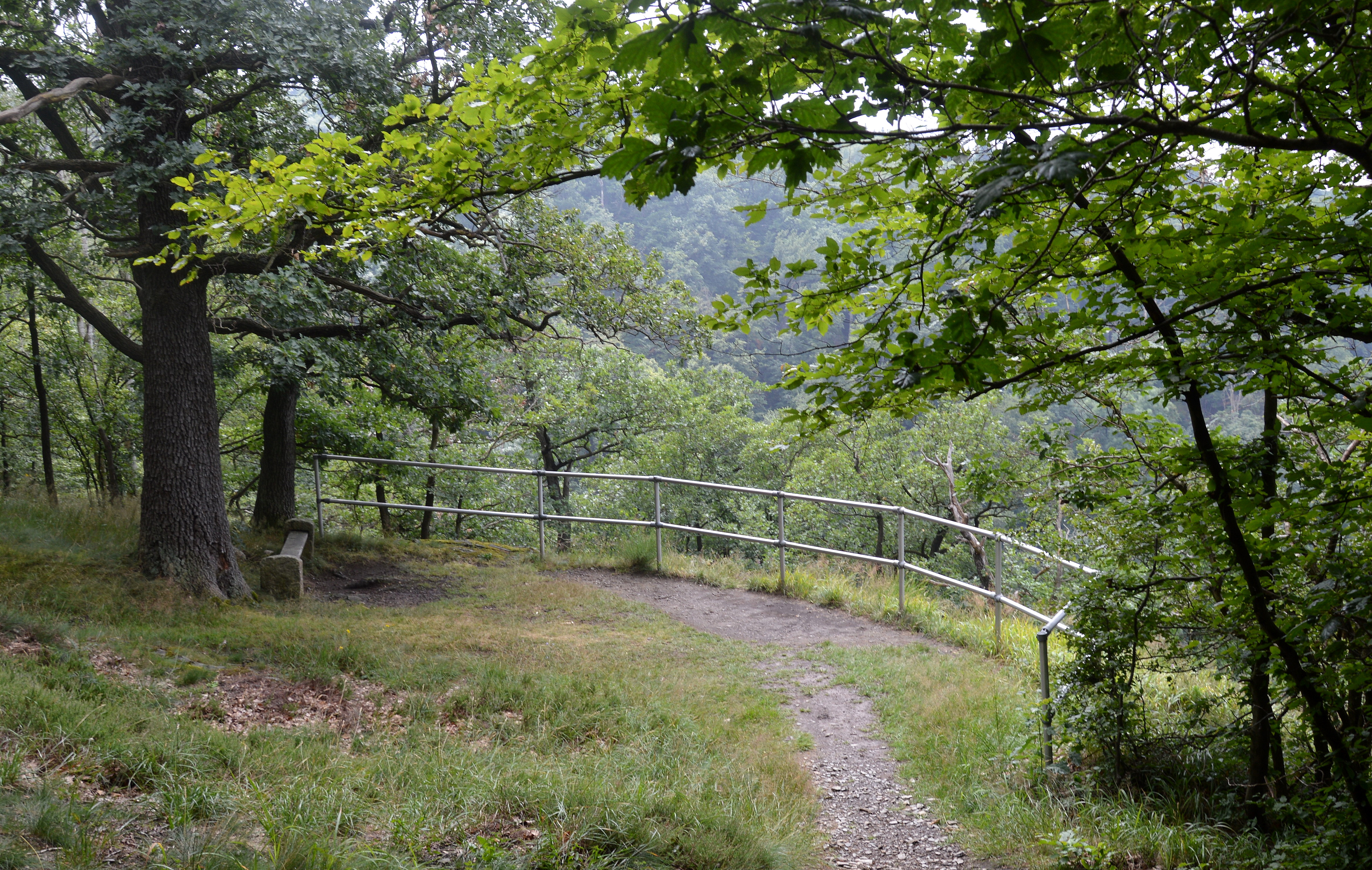
Bodetalblick

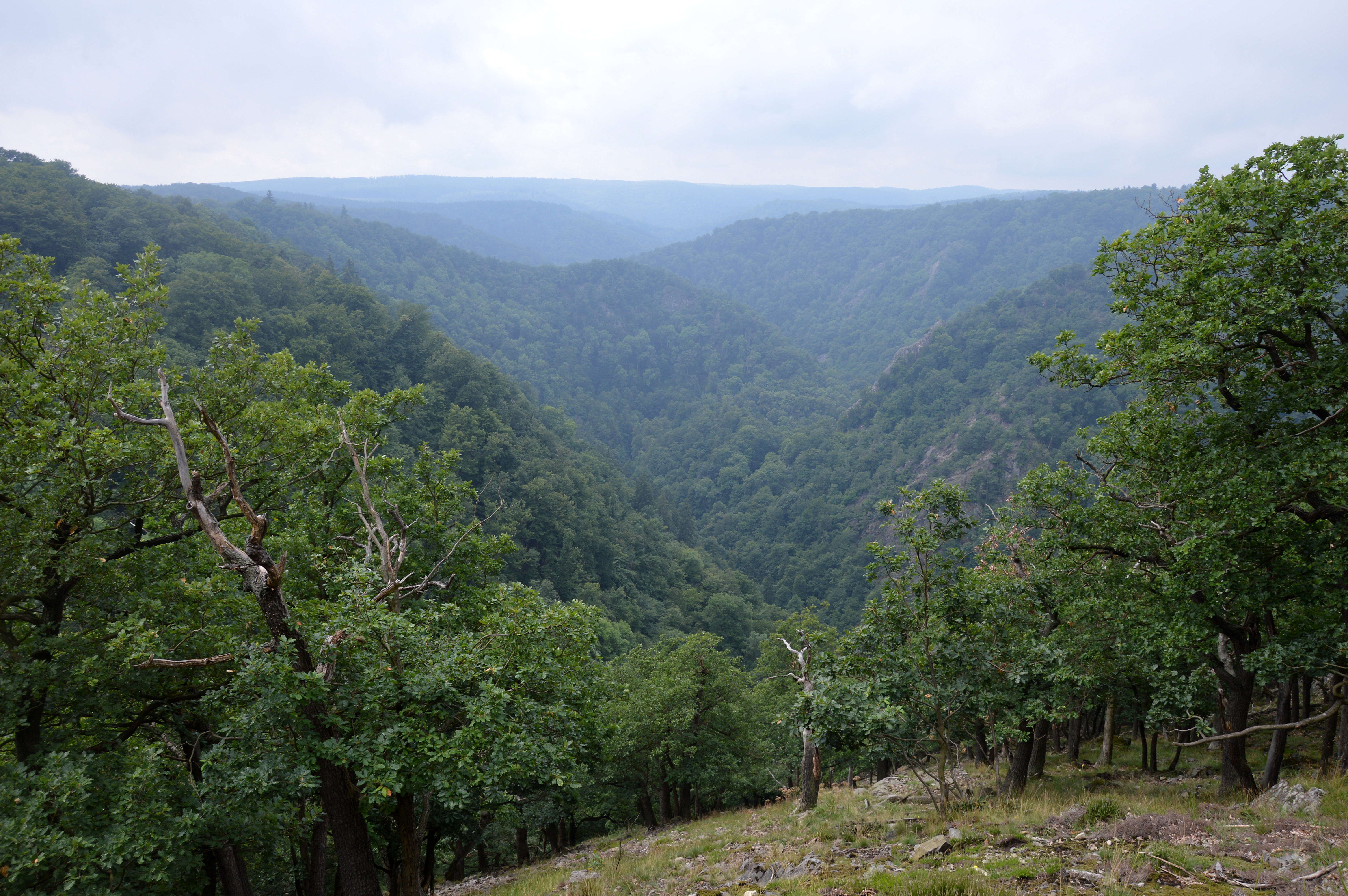
Aussicht vom Bodetalblick

Der Bodetalblick, auch Kaiserblick, ist ein Aussichtspunkt im Harz oberhalb des Bodetals nahe Thale im Landkreis Harz, Sachsen-Anhalt.
Der Aussichtspunkt befindet sich auf der linken, südlichen Seite der Bode auf der Westseite des Bergrückens Langer Hals. Östlich des Aussichtspunktes verläuft der – von Süden zur etwas weiter nordöstlich gelegenen Prinzensicht führende Wanderweg.
Vom Bodetalblick aus besteht eine weite Sicht nach Westen über das unterhalb Treseburgs gelegene Bodetal. Unter anderem sind die Felsformationen Heuscheune, Gewitterklippen und Großer Rabenstein zu erkennen. Zum Tal hin ist der Bodetalblick durch ein Geländer gesichert. Außerdem ist eine Sitzbank aufgestellt.
Etwas östlich des Bodetalblicks befindet sich die Stempelstelle Nummer 70 der Harzer Wandernadel, die jedoch namentlich der etwas weiter entfernt gelegenen Prinzensicht zugeordnet ist.
In älteren, zum Teil aber auch in jüngeren Veröffentlichungen und Karten ist der Name Kaiserblick gebräuchlich; heute ist vor Ort jedoch der Name Bodetalblick ausgewiesen.